# EDVEGA
EDVEGA（Electric Delta-V Earth Gravity Assist, EΔV-EGAとも表記）とは、日本の小惑星探査機はやぶさ (MUSES-C) による小惑星イトカワの探査の際に用いられた、地球スイングバイ (Earth Gravity Assist) に電気推進による加速 (Electric Delta-V) を組み合わせて増速量をかせぐ、宇宙探査機の航法の名称。
はやぶさプロジェクトのプロジェクトマネージャーであった宇宙科学研究所の川口淳一郎教授の考案による。
通常の化学エンジンによるインパルス的な軌道変更では、地球からの打ち上げ後、地球スイングバイまでの間（通常は約１年間）、大量の推進剤の消費をともなう軌道変更を行わない限り、実質的に慣性飛行を続けるしかない。したがって、地球スイングバイ時の相対速度は、地球からの打ち上げ後の地球重力圏離脱時の速度と大差ないため、スイングバイの効果も制限される。それに対して電気推進は、推力は小さいものの比推力が大きいため、その一年間に少ない推進剤で時間をかけて増速量を稼ぐことができ、相対速度を大きくして地球スイングバイの効果を高めることができる。
但し太陽電池による電力にたよる現在の電気推進 (SEP:Solar Electric Propulsion) では、電気推進による加速中は太陽から大きく離れた太陽光の弱い軌道を取ることは不利なので、主に軌道の離心率を変え地球との相対速度を蓄積しておく（エネルギー蓄積フェーズ）。